# Museum of Bad Art
El Museum of Bad Art (abreviat com MOBA, Museu de l'Art Dolent en català) és una institució museística de caràcter privat que té per objectiu "celebrar la tasca dels artistes les obres dels quals no serien mostrades ni valorades en cap altre lloc". Originalment estava ubicat a Dedham (Massachusetts) amb tres sucursals, a Brookline, a Weymouth a i a Somerville a Massachusetts, els Estats Units. La seva col·lecció permanent inclou unes 500 obres, peces d'art "massa dolentes per ser ignorades", una trentena de les quals es mostren al públic sempre.
El MOBA va ser fundat l'any 1994, després que el marxant d'antiguitats Scott Wilson mostrés un quadre que havia agafat de les escombraries als seus amics, que li van suggerir que creés una col·lecció. En un any, les noves adquisicions eren tan apreciades a casa dels amics de Wilson, que van creure que la col·lecció necessitava un espai. El museu es va traslladar al soterrani d'un teatre de Dedham. Per tal d'explicar el perquè de l'establiment del museu, el seu cofundador Jerry Reilly va dir, l'any 1995: "Mentre que totes les ciutats del món tenen almenys un museu dedicat al millor de l'art, el MOBA és l'únic museu dedicat a col·leccionar i exhibir el pitjor." Perquè una obra sigui inclosa a la col·lecció, no només ha de ser original i tenir serioses intencions, sinó que també ha de tenir defectes significatius sense arribar a ser avorrida; així que els comissaris del museu no estan interessats a mostrar kitsch deliberat.
El MOBA ha estat mencionat en dotzenes de guies alternatives de Boston, ha aparegut en diaris i revistes internacionals i ha inspirat diverses col·leccions en tot el món establertes per mostrar les seves pròpies atrocitats. Deborah Solomon, de The New York Times Magazine que l'èxit del MOBA és part d'una tendència més àmplia dels museus que mostren el "millor de l'art dolent". El museu ha estat criticat per ser anti-art, però els fundadors neguen aquesta afirmació, dient que la seva col·lecció és un homenatge a la sinceritat dels artistes que van perseverar amb el seu art tot i que alguna cosa va sortir terriblement malament en el procés. Segons la cofundadora Marie Jackson, "Estem aquí per celebrar el dret d'un artista a fallar, gloriosament."